# 青园街道 (石家庄市)
青园街道，是中华人民共和国河北省石家庄市长安区下辖的一个乡镇级行政单位。

## 行政区划
青园街道下辖以下地区：
广电社区、棉二社区、东安社区、谈阁社区和范华社区。